# Miestniczestwo

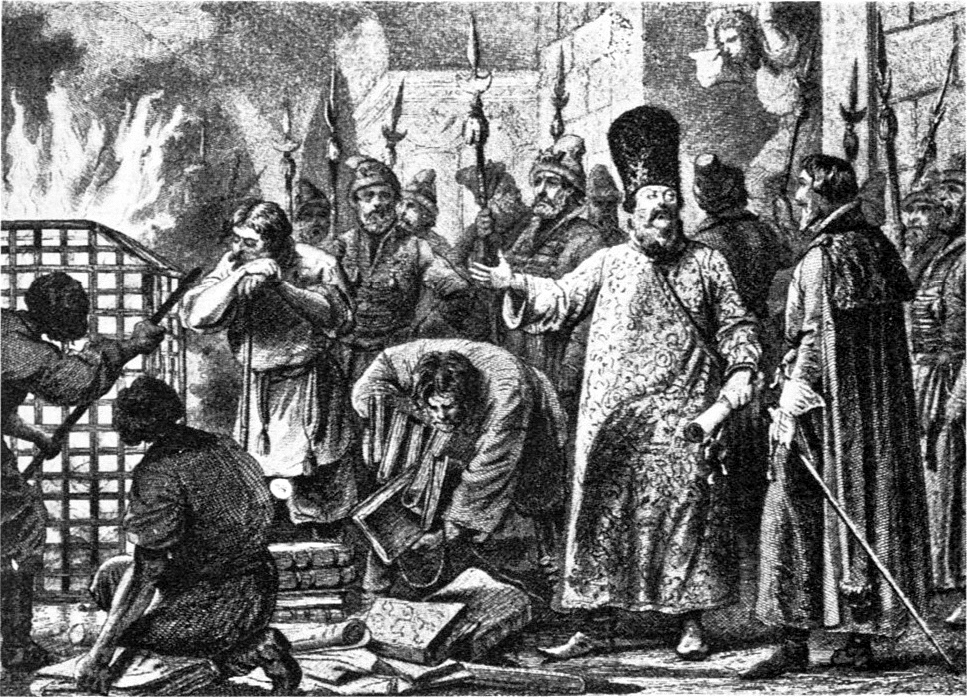
Palenie urzędowych ksiąg pod nadzorem cara Fiodora III Romanowa. Miało to na celu zreformowaniu administracji w państwie i zlikwidowaniu miestniczestwa.

Miestniczestwo (ros. ме́стничество) – system obsadzania wyższych stanowisk państwowych w Wielkim Księstwie Moskiewskim i Rosji od XV do XVII wieku.
Polegał on na osadzaniu stanowisk według starszeństwa rodowodu kandydatów oraz stanowisk zajmowanych przez ich przodków. Miestniczestwo zlikwidował Fiodor III Romanow w 1682 roku.